# 23212 Arkajitdey
23212 Arkajitdey este un asteroid din centura principală de asteroizi.

## Descriere
23212 Arkajitdey este un asteroid din centura principală de asteroizi. A fost descoperit pe 24 octombrie 2000 la Socorro, New Mexico, în cadrul proiectului LINEAR. Asteroidul prezintă o orbită caracterizată de o semiaxă mare de 2,87 ua, o excentricitate de 0,05 și o înclinație de 2,3° în raport cu ecliptica.